# Paul Mugnier
Paul Eloi Mugnier, född 10 februari 1906 i Argentière, Haute-Savoie, död 30 januari 1985 i Chamonix-Mont-Blanc, var en fransk vinteridrottare. Han deltog i olympiska spelen 1932 i Lake Placid. I Lake Placid kom han på 30:e plats på 18 kilometer.